# Мар-Мак (Северна Каролина)
Мар-Мак (енгл. Mar-Mac) насељено је место без административног статуса у америчкој савезној држави Северна Каролина.

## Демографија
По попису из 2010. године број становника је 3.615, што је 611 (20,3%) становника више него 2000. године.
| Група             | 2000.         | 2010.         |
| Белци             | 2.229 (74,2%) | 1.943 (53,7%) |
| Афроамериканци    | 587 (19,5%)   | 1.072 (29,7%) |
| Азијати           | 45 (1,5%)     | 43 (1,2%)     |
| Хиспаноамериканци | 95 (3,2%)     | 497 (13,7%)   |
| Укупно            | 3.004         | 3.615         |